# Richard Hildebrandt

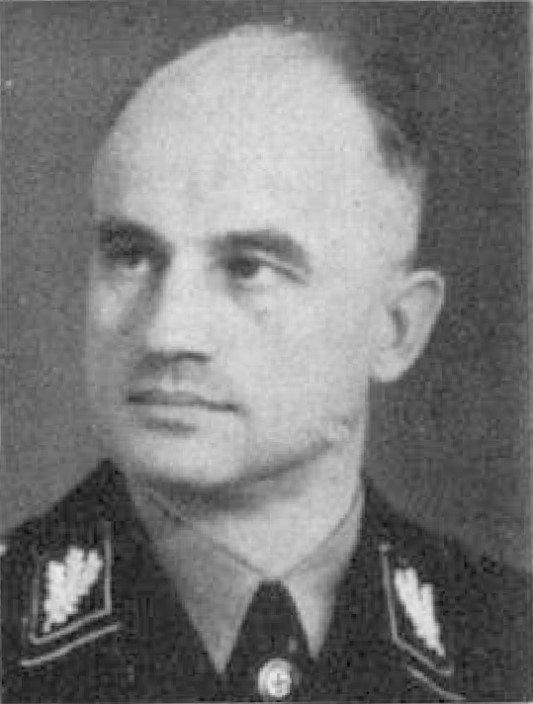
Richard Hildebrandt

Richard Hermann Hildebrandt (* 13. März 1897 in Worms; † 10. März 1951 in Bydgoszcz) war ein deutscher Politiker (NSDAP) und SS-Führer. Hildebrandt war Reichstagsabgeordneter, SS-Obergruppenführer sowie General der Waffen-SS und General der Polizei. Er wurde nach dem Zweiten Weltkrieg als Kriegsverbrecher hingerichtet.

## Frühe Jahre
Richard Hildebrandt war der Sohn des Keramikfabrikanten Albert Hildebrandt (1866–1939) und dessen Ehefrau Margareta Christina Dost († 1927). Er hatte die Brüder Friedrich, Karl (1894–1971), Ernst (1895–1970), Wilhelm (* 1898) und Otto (1899–1967). Er besuchte das humanistische Gymnasium in Worms, Frankfurt am Main sowie in Dorsten. Nach dem Abitur, das er im Mai 1915 ablegte, nahm er bis zum November 1918 als Kriegsfreiwilliger am Ersten Weltkrieg teil, zuletzt im Rang eines Leutnants. Danach folgte eine Volontärzeit als Kaufmann in der väterlichen Fabrik. Er studierte von 1919 bis 1921 Nationalökonomie, Sprachen, Geschichte und Kunstgeschichte in Köln und München, jedoch ohne das Studium abzuschließen.
Danach arbeitete er als Auslandskorrespondent und im Bankfach.
Im August 1922 wurde er Mitglied der NSDAP. Ab Juni 1923 gehörte er der SA an. Im September 1923 nahm er am Deutschen Tag in Nürnberg und auch am Hitlerputsch teil. Nach dem NSDAP-Verbot gehörte Hildebrandt dem Bund Oberland an, wo er als Bezirksführer fungierte.
Im Frühjahr 1928 wanderte Hildebrandt in die Vereinigten Staaten aus, wo er seinen Lebensunterhalt als Landwirt und Handwerker, sowie bei einer Exportbuchhandlung in New York verdiente. Zum 1. Juni 1928 trat er erneut in die NSDAP – Ortsgruppe New York – ein (Mitgliedsnummer 89.221). Im Mai 1930 kehrte er nach Deutschland zurück. Er übernahm Funktionärsaufgaben in der NSDAP. Zunächst war Hildebrandt als Ortsgruppenleiter in Windsheim und bald darauf als Bezirksführer des Bezirks Windsheim im Gau Mittelfranken tätig. Im Februar 1931 wechselte er von der SA zur SS (SS-Nummer 7.088). Es folgte eine Verwendung als Stabsführer und Adjutant von Sepp Dietrich.
Am 24. Juni 1931 wurde er als Sturmführer im Stabe des SS-Abschnitts I (München) zur Dienstleistung beauftragt. Dann vom 17. August 1931 bis 1. Oktober 1932 SS-Adjutant des Abschnitts I (mit Wirkung vom 18. August 1931). Vom 14. August 1931 bis zum 1. Juli 1932 war er zugleich Stabsführer und Adjutant der SS-Brigade Süd (München). In dieser Eigenschaft war er Mitglied des Stabs der OSAF. Am 17. August 1931 wurde er zum SS-Sturmbannführer (mit Patent vom 14. August 1931), am 15. Oktober 1931 zum Standartenführer und am 31. März 1932 zum SS-Oberführer befördert.

## Zeit des Nationalsozialismus
Am 30. Januar 1933 wurde Hildebrandt zur SS-Gruppe West versetzt nach einem Konflikt mit Julius Streicher. Bald nach seiner Ernennung zum SS-Brigadeführer am 9. November 1933 übernahm Hildebrandt die Leitung des SS-Abschnitts XXI in Görlitz, den er vom 12. Januar 1934 bis zum 15. April 1935 führte. Während des Röhm-Putsches ließ Hildebrandt vier Bürger der Stadt Hirschberg, darunter der jüdische Arzt Alexander Zweig mit seiner „arischen“ Ehefrau, sowie zwei jüdische, angeblich kommunistische Arbeiter in Landeshut ermorden. Mitte April 1935 wurde er hauptamtlicher Führer des SS-Abschnitts XI in Wiesbaden und Anfang Januar 1937 des SS-Oberabschnitts Rhein.
Anfang April 1939 folgte schließlich seine Ernennung zum Höheren SS- und Polizeiführer (HSSPF) Rhein, diesen Posten bekleidete er bis Oktober 1939. Ab 1936 gehörte er in der Rheinprovinz dem örtlichen Landesbauernrat, Landbauernthing und dem Reichsbauernthing an.
1933 zum preußischen Provinzialrat ernannt, saß er außerdem von November 1933 bis zum Ende der NS-Herrschaft im Frühjahr 1945 als Abgeordneter im nationalsozialistischen Reichstag, zunächst für den Wahlkreis 7 (Breslau) und ab 1936 für den Wahlkreis 19 (Hessen-Nassau).
Hildebrandt war von Oktober 1939 bis April 1943 HSSPF von Danzig-Westpreußen und in Personalunion Führer des SS-Oberabschnitts Weichsel sowie in Danzig-Westpreußen Beauftragter des Reichskommissars für die Festigung des deutschen Volkstums. Hildebrandt schied nach Kompetenzstreitigkeiten mit Gauleiter Albert Forster aus seinem Amt als HSSPF aus. In dieser Funktion war er maßgeblich an der Deportation und Ermordung von Juden in diesem Gebiet und aus dem Baltikum verantwortlich. Auf seine Veranlassung wurde das KZ Stutthof errichtet.
Von April 1940 bis Juli 1942 war er auch Mitglied des Volksgerichtshofes. Im Januar 1942 erfolgte seine Beförderung zum SS-Obergruppenführer und General der Polizei. Verschiedentlich, zuletzt von April 1943 bis zum Ende des Zweiten Weltkriegs war er Chef des Rasse- und Siedlungshauptamts der SS. Ab Dezember 1943 war Hildebrandt kommissarischer HSSPF Schwarzes Meer und amtierte in Breslau ab Ende Februar 1945 als HSSPF Südost, wo er auch als Verbindungsführer des RFSS zur Heeresgruppe Mitte fungierte. Im Dezember 1944 erhielt er den Rang eines Generals der Waffen-SS und Polizei. In der Endphase des Zweiten Weltkrieges wurde er im April 1945 noch Höherer SS- und Polizeiführer Böhmen-Mähren mit Dienstsitz Prag.

## Nach Kriegsende

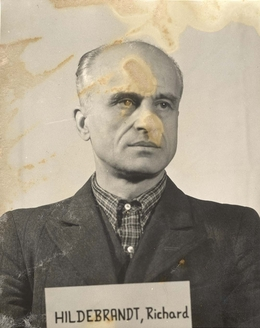
Richard Hildebrandt in alliierter Internierung während der Nürnberger Prozesse

Hildebrandt wurde am 24. Dezember 1945 in Wiesbaden verhaftet. Im Prozess Rasse- und Siedlungshauptamt der SS wurde er am 10. März 1948 wegen Kriegsverbrechen, Mitgliedschaft in einer verbrecherischen Organisation und Verbrechen gegen die Menschlichkeit zu 25 Jahren Strafhaft verurteilt.
Zu den kriminellen Aktivitäten, an denen ihm Beteiligung und Verantwortlichkeit nachgewiesen wurden, zählen das Entführen ausländischer Kinder, Zwangsabtreibungen an Ostarbeiterinnen, die Wegnahme der Kinder von Ostarbeitern, illegale und ungerechte Bestrafung von Ausländern für Geschlechtsverkehr mit Deutschen, Behinderung der Fortpflanzung von Angehörigen von Feindstaaten, zwangsweise Evakuierung und Umsiedlung von ausländischen Bevölkerungsgruppen, Zwangseinbürgerung von Angehörigen von Feindstaaten, Verwendung von Angehörigen von Feindstaaten zur Zwangsarbeit sowie seine Mitgliedschaft in der SS.
Anschließend wurde er an Polen ausgeliefert, wo ihm zusammen mit Max Henze der Prozess gemacht wurde und er am 4. November 1949 wegen seiner Vergehen in Danzig-Westpreußen zum Tode verurteilt wurde. Am 25. November 1950 wurde das Urteil durch das Oberste Gericht in Warschau bestätigt. Bei einem erfolglosen Gnadengesuch behauptete er: „Ich kann bei meiner Ehre versichern, daß mein Gewissen rein ist“. Am 10. März 1951 wurde er gehängt.

## Auszeichnungen
- Eisernes Kreuz (1914) II. Klasse
- Hessische Tapferkeitsmedaille
- Spange zum Eisernen Kreuz II. Klasse
- Eisernes Kreuz (1939) I. Klasse
- Kriegsverdienstkreuz (1939) II. und I. Klasse mit Schwertern
- Goldenes Parteiabzeichen der NSDAP[7]
- Dienstauszeichnung der NSDAP in Bronze und Silber
- Ehrendegen des Reichsführers SS
- Totenkopfring der SS